# اشتاتور
اشتاتور (به لاتین: Šator) یک کوه در بوسنی و هرزگوین است که در گلاموچ واقع شده‌است. اشتاتور ۱٬۸۷۲ متر بالاتر از سطح دریا واقع شده‌است.